# Dracaena colombiana
Tupinambis huilensis, Paradracaena colombiana
Espèce
Synonymes
- Tupinambis huilensis Estes, 1983
- Dracaena colombiana Sullivan & Estes, 1997

Dracaena colombiana est une espèce fossile de lézards du nord de Colombie en Amérique du Sud. Des fossiles de Dracaena colombiana ont été trouvés dans le groupe Honda de Colombie, du Pérou et du Brésil. L'espèce a été décrite comme membre des tégus ; Tupinambis huilensis par Estes en 1961.

## Description

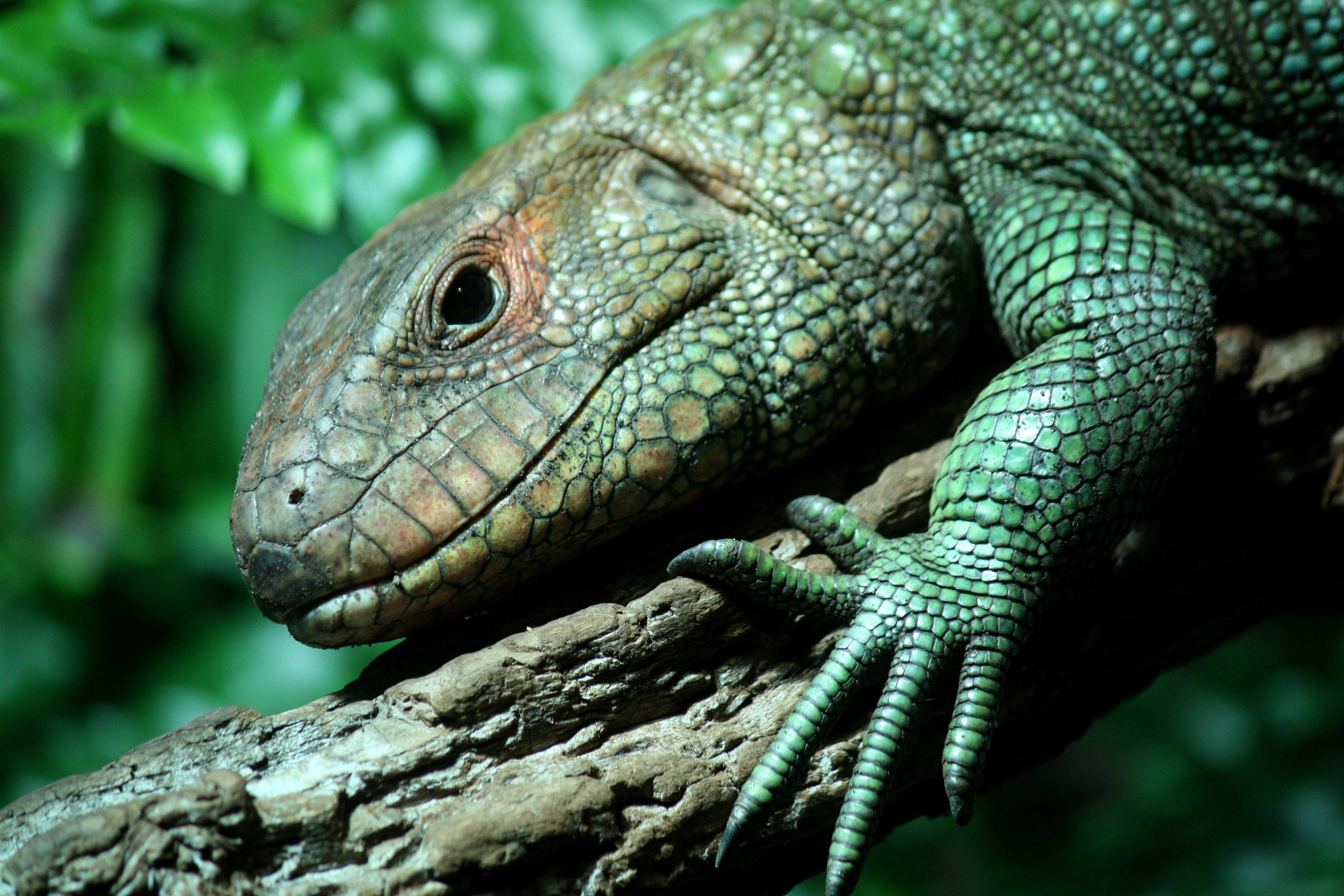
Un parent moderne, le lézard-caïman (Dracaena guianensis)

Paradracaena colombiana a été décrite pour la première fois sous le nom de Tupinambis huilensis par Estes en 1961, puis nommée Dracaena colombiana par Sullivan et Estes en 1997. Ces insectivores-carnivores vivant au sol ont été décrits à partir de fossiles trouvés dans les argiles fluviales et lacustres de la formation Villavieja du Miocène moyen (Laventan dans la classification SALMA) en Colombie. Ils partagent un certain nombre de caractéristiques avec les lézards-caïmans existants, comme de grandes dents et un quadratum robuste, mais présentent également des caractéristiques plus primitives, comme un nombre de dents plus élevé.

## Distribution
Outre la localité type du groupe Honda, des fossiles attribués au genre Paradracaena ont été récupérés dans les formations Pebas et Solimões du bassin amazonien, respectivement au Pérou et au Brésil,.

## Synonymes
- Tupinambis huilensis Estes, 1983
- Dracaena colombiana Sullivan & Estes, 1997